# Tagebau Scado
Der Tagebau Scado südwestlich von Senftenberg bestand von 1939 bis 1977. In ihm wurde Braunkohle gefördert. Er wurde von 2004 bis 2015 mit dem Wasser der Schwarzen Elster geflutet, es entstand der Partwitzer See.
Der Ort Groß Partwitz, der auf dem Gebiet des Tagebaus lag, wurde in den Jahren 1969 und 1970 devastiert. In Klein Partwitz gibt es seit 2001 eine Erinnerungsstätte an den Ort.